# We Are Waves
I We Are Waves sono un gruppo italiano alternative rock - electro di ispirazione new wave e post-punk.

## Carriera
I We Are Waves nascono a Torino alla fine del 2011, formati da Fabio Viassone alla voce e chitarra, Cesare Corso ai synth, Francesco Pezzali alla batteria, Fabio Menegatti al basso. Il gruppo è un'evoluzione degli Overock, nati nel 2002 e caratterizzati da uno stile musicale più crossover. Nel 2011 lavorano con il producer Marco Trentacoste ad alcuni brani e li registrano alle Officine meccaniche di Milano. Esordiscono con la pubblicazione di un EP di 4 brani nel febbraio 2012, a cui segue un periodo fitto di concerti.
Nel 2013 si dedicano alla cura e alla registrazione del primo album, registrato al 1901.Studio di Dalmine e mixato al Transeuropa Recording di Torino. L'album, intitolato Labile, esce a gennaio 2014 per l'etichetta milanese Memorial Records. In poco più̀ di un anno i We Are Waves vengono annoverati tra le "migliori band di genere in Italia" (Rockit). All’interno di Labile è presente una cover di A Forest dei The Cure.
Nell'ottobre dello stesso anno iniziano le lavorazioni ai nuovi pezzi per l'etichetta valdostana MeatBeat Records. Nel maggio del 2015 esce il secondo album, intitolato Promises, registrato e mixato al Meatbeat Studio.
Nel giugno del 2015 il batterista Francesco Pezzali lascia  il gruppo e viene sostituito da Adriano Redoglia.
Dall'estate 2015 inizia una lunga serie di concerti in cui i We Are Waves condividono il palco con nomi come CCCP, The Wombats, Thegiornalisti, Sigue Sigue Sputnik, Aucan, The Chameleons, The Toxic Avenger, Soviet Soviet. L'attività live si allarga anche oltre i confini italiani per suonare in una serie di festival soprattutto in territorio belga, oltre a date in Germania, Francia e Svizzera.
Nell'autunno del 2015 viene pubblicato un EP intitolato Promixes, un rework elettronico dell'album precedente, che rispecchia su disco una parte dell'attività live più marcatamente electro, con Fabio Viassone alla voce, basso e percussioni, e Cesare Corso ai synth e batterie elettroniche. Al suo interno una cover di  How Soon Is Now? dei The Smiths.
Nell'ottobre 2016 pubblicano una loro versione del brano Winning dei The Sound nella compilation Silent Age - The Sound Italian Tribute, curata e promossa da Darkitalia.
Da giugno 2017 i concerti vengono interrotti per dedicarsi alla produzione, questa volta integralmente a cura del gruppo, del terzo album Hold, pubblicato il 16 marzo 2018 sempre per Meatbeat Records.

## Formazione
- Fabio "Viax" Viassone: voce, chitarre
- Cesare "Cisa" Corso: synths
- Marco Di Brino: basso
- Adriano Redoglia: batteria

## Discografia

### Album
- 2014 - Labile (Memorial Records)
- 2015 - Promises (Meatbeat Records)
- 2018 - Hold (Meatbeat Records)

### EP
- 2012 - We Are Waves (Sounday Records)
- 2015 - Promixes (Meatbeat Records)

### Compilation
- 2015 - Rockit Vol.69 (brano: Silent Lullaby, da Promises)
- 2016 - Silent Age - The Sound Italian Tribute (brano: Winning)

## Videoclip
- 2012 - Deccan Plateau
- 2014 - Worship
- 2015 - Lovers Loners Losers
- 2018 - Healing Dance